# Physalis lobata
Physalis lobata là loài thực vật có hoa trong họ Cà. Loài này được Torr. miêu tả khoa học đầu tiên năm 1827.